# Micaela Portilla
Pour les articles homonymes, voir Portilla.
Micaela Josefa Portilla Vitoria (Vitoria-Gasteiz, juillet 1922 - 8 octobre 2005) est une historienne, anthropologue et pédagogue basque. Autrice de nombreuses études et publications, elle se distingue par son caractère pédagogique, qu'elle concilie avec celui de chercheuse et vulgarisatrice.

## Biographie
Connue pour être historienne, elle est aussi une vulgarisatrice de la discipline. Ses explications portent sur les chemins anciens (importants dans son œuvre), les ermitages encore sur pied ou disparus, les sculpteurs ou encore les lignages.
Elle s'engage dans la préservation du patrimoine local.

## Études et carrière
Elle étudie au collège del Niño Jesús de Vitoria-Gasteiz puis au lycée de la même ville. Elle fait ses études d'enseignement en 1941 et une licence de Philosophie et de Lettres. Elle poursuit ses études à l'Université Complutense, avec la spécialité Histoire et Géographie. Dans son mémoire de licence, en 1954, elle présente Torres de Mendozas, Guevaras y Ayalas en Álava, qui met un point de départ à ses travaux de recherche postérieurs, préfigurant sa thèse, et l'une de ses œuvres fondamentales : Torres y casas fuertes en Álava (1977).
Elle est professeure dans l'enseignement primaire à l'école de Untzilla (Aramaio) en 1945, puis à Zalla (la Biscaye), à Agurain et à Vitoria-Gasteiz. Pendant plusieurs années Micaela se sert du pseudonyme Leocadia Zabalate pour signer ses collaborations journalistiques à propos de l'art et de l'histoire. En tant que professeure d'université, elle exerce en 1956 dans l'École Normale de Cadix, puis celle de Vitoria-Gasteiz et, enfin, celle de Madrid, où elle prend sa retraite en 1987.
Elle est directrice de l'École Normale de Vitoria-Gasteiz entre 1958 et 1964. Elle devient aussi membre de la Real Sociedad Bascongada de Amigos del Pais en 1971.
Pour féliciter ses apports ethnographiques, la Société d'études basques et la Real Sociedad Bascongada d'Amis du Pays organisent en février 2007 un congrès en hommage à Micaela Portilla, avec la participation de la Fundación Sancho el Sabio, la Députation Forale d'Álava et la mairie de Vitoria-Gasteiz. Il y avait plusieurs expositions sur l'autrice ainsi que plusieurs journées de conférences.
Son parcours a permis la création d'une école d'adeptes dans la province d'Álava.

## Publications
Portilla a travaillé dans la discipline de l'histoire et d'art. Elle est autrice de livres scolaires ; maîtresse de conférence, et collaboratrice de presse. Elle participe aussi à des colloques et des congrès, autant vulgarisateurs que scientifiques.
Voici certaines de ses publications :
- Torres de Mendozas, Guevaras y Ayalas en Álava (1954)
- El retablo de San Blas de Hueto Abajo (Álava) (1958)
- Álava (guide touristique), Vitoria (1968)
- Torres y casas fuertes de Álava (1978)
- Quejana, solar de los Ayalas, Vitoria (1983)
- Las torres de Mendoza y Martioda, Vitoria (1985)
- Vitoria gótica, Vitoria (1986)
- Barría. Ayer y hoy de un monasterio, Vitoria (1987)
- Una ruta europea. Por Álava a Compostela. Del paso de San Adrián al Ebro (1991)
- Catálogo Monumental. Diócesis de Vitoria (9 volumes) (1967-2007)

La Maison de la culture Ignacio Aldecoa de la Députation Forale d'Álava garde ses archives et objets personnels.

## Prix et récompenses
- Fille Préférée de Vitoria et Fille Adoptive de la vallée de Ayala[6]
- Première femme nommée Doctora Honoris Causa par l'Université du Pays basque (UPV/EHU), en 1993[7]
- Prix Manuel Lekuona (1997)
- Distinction Lan Onari attribuée par le gouvernement basque en 2000 en hommage à sa carrière.
- La direction pour l’Égalité de l'Université du Pays basque (UPV/EHU) crée en son honneur le Prix Micaela Portilla Vitoria pour récompenser la meilleure thèse sur les études féministes ou de genre de l'université (2012)[8].